# Biotovy zákony

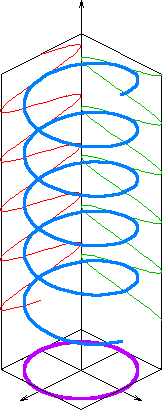
Diagram rotační polarizace

Biotovy zákony jsou zákony určující vlastnosti rotační polarizace.

## Formulace zákonů
Biotovy zákony lze pro rotační polarizaci formulovat následujícím způsobem:[zdroj?]
1. Velikost stočení polarizační roviny je úměrná vzdálenosti, kterou světlo v látce urazilo.
2. Velikost pravotočivého a levotočivého stočení stejné látky se odlišuje pouze znaménkem.
3. Velikost stočení způsobené několika vrstvami látky se algebraicky sčítá.
4. Velikost stočení klesá s rostoucí vlnovou délkou světla úměrně druhé mocnině.

## Vlastnosti
Biotovy zákony úzce souvisí s optickou aktivitou látek.